# Timoteu I d'Alexandria
|  | Per a altres significats, vegeu «Timoteu». |

Timoteu d'Alexandria (en llatí: Timotheus, en grec antic: Τιμόθεος) va ser patriarca d'Alexandria cap al final del segle iv. Es va destacar per la seva oposició a Gregori de Nazianz.
Va succeir a la seu d'Alexandria el seu germà Pere II d'Alexandria l'any 379. Va estar present al Primer Concili General de Constantinoble celebrat el 381, on va ser un dels més actius en contra de Gregori, cosa que va causar que es retirés i fos substituït per Nectari.
Va morir el juliol de 384 o 385. Va escriure un llibre sobre la vida dels frares i monjos, que és esmentat per Sozomen.